# Vườn quốc gia biển Abrolhos
Vườn quốc gia biển Abrolhos (tiếng Bồ Đào Nha: Parque Nacional Marinho dos Abrolhos) là một khu bảo tồn biển nằm ở phía nam của tiểu bang Bahia, đông bắc Brasil. Vườn quốc gia này bao gồm diện tích khu vực thiên nhiên xung quanh 5 hòn đảo của quần đảo Abrolhos với các rạn san hô được thành lập từ năm 1983. Abrolhos bảo vệ khu vực diện tích 50 km ², (nếu bao gồm các vùng biển là 688 km ² và cả vùng đệm là 913 km ²) từ giữa 17 º 25'-18 º 09 'S và 38 º 33'-39 º 05' W.
Các rạn san hô cùng các đảo là nơi cư trú của hệ động thực vật vô cùng phong phú bao gồm các loài chim biển, cá voi, rùa biển và nhiều loài động thực vật khác.
Đặc biệt, khu vực này mỗi năm có ít nhất một ngàn con cá voi lưng gù di chuyển tới đây từ Nam Cực và chúng sinh sống ở đây trong vài tháng kế tiếp. Vì vậy, nơi đây thu hút nhiều khách du lịch nhờ động vật di cư này, cùng với các điều kiện tuyệt vời cho việc lặn khám phá rạn san hô. Tuy nhiên, quần đảo này không có cơ sở hạ tầng cho phát triển du lịch vì việc nơi đây được bảo vệ như một công viên thiên nhiên cấm (ngoại lệ duy nhất là đảo Santa Barbara (với sự có mặt của hải quân Brasil). Vì vậy, khách du lịch tới Abrolhos sẽ được đưa ra bằng các tàu hải quân.
Đoàn thám hiểm khoa học đầu tiên đặt chân đến Abrolhos là tàu HMS Beagle vào năm 1832, với sự có mặt của nhà tự nhiên học người Anh Charles Darwin.

## Các đảo
- Đảo Santa Barbara (kiểm soát bởi Hải quân Brasil)
- Đảo Siriba
- Đảo Sueste
- Đảo Vòng
- Đảo Guarita

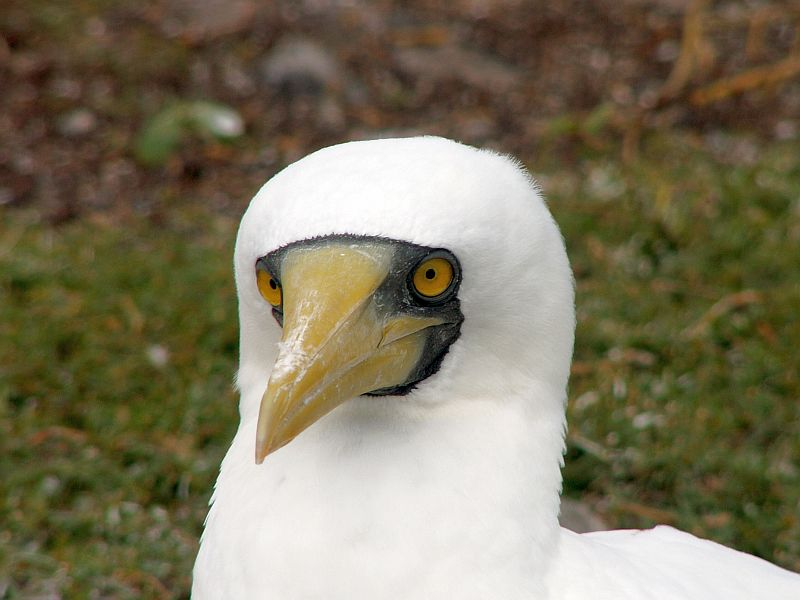
Chim điên mặt xanh (Sula dactylatra)
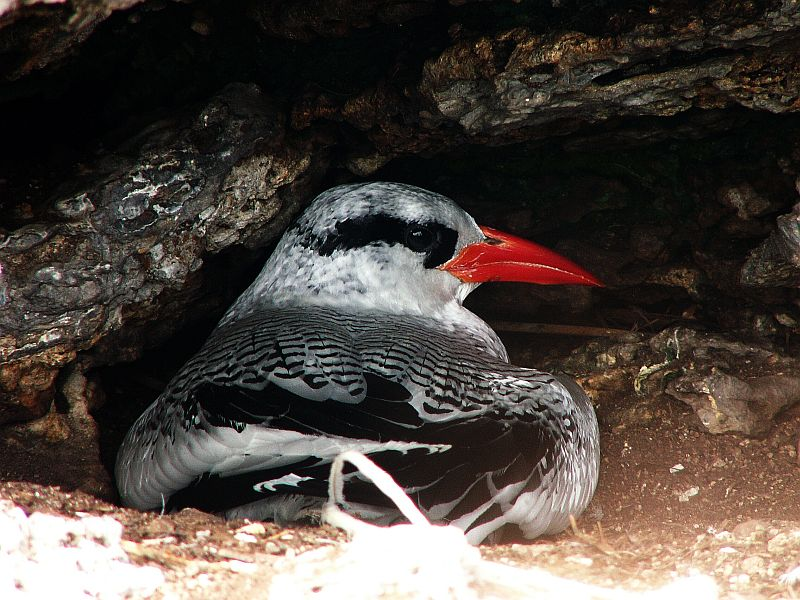
Chim nhiệt đới (Phaethon aethereus)
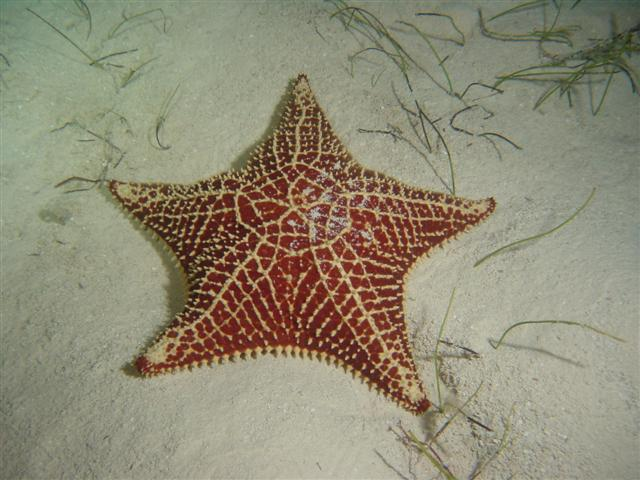
Một con Sao biển (Oreaster reticulatus)
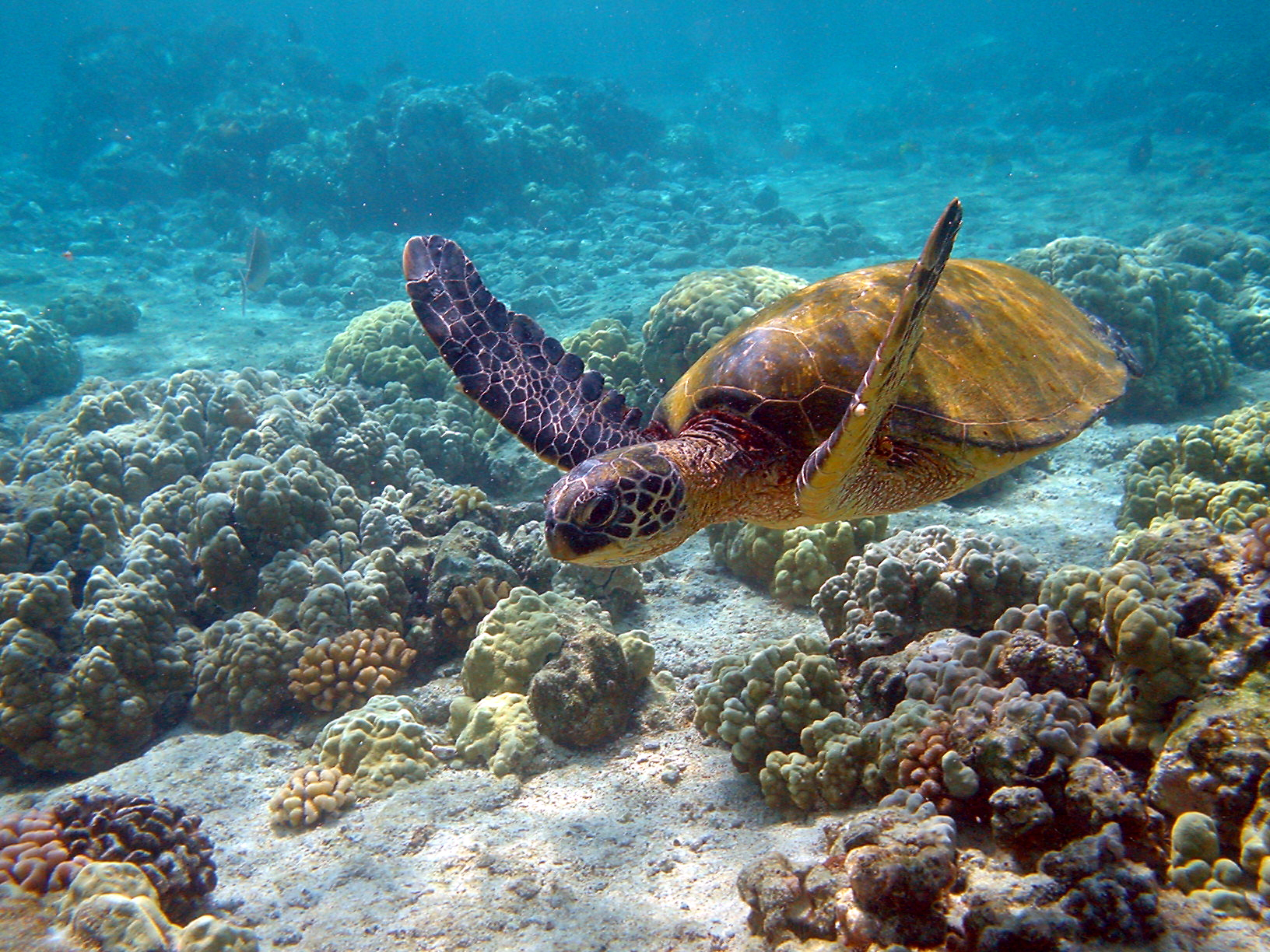
rùa biển (Chelonia mydas)
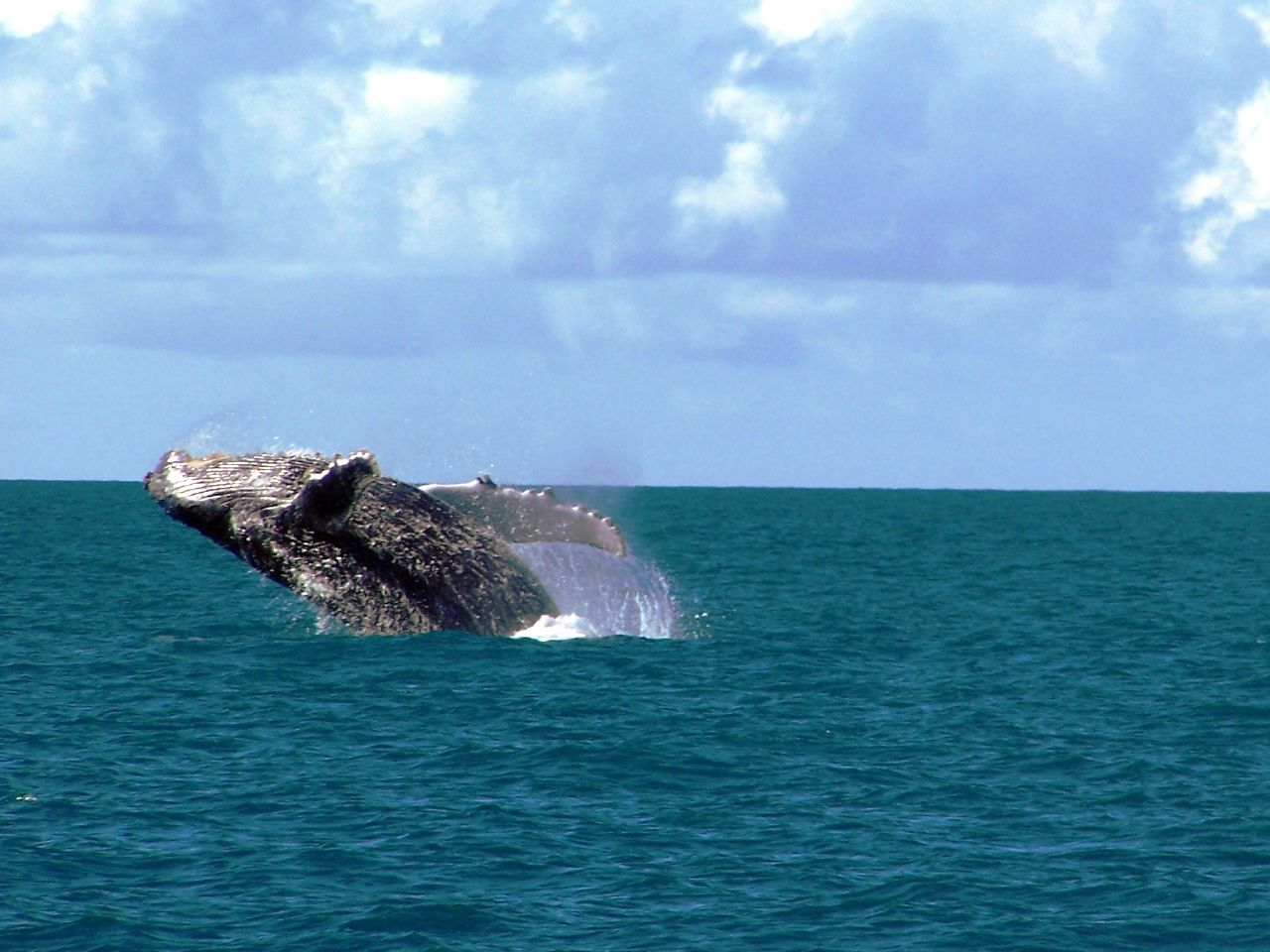
Cá voi lưng gù tại khu bảo tồn